# Pieria (regional enhed)
 For alternative betydninger, se Pieria. (Se også artikler, som begynder med Pieria)
Pieria (græsk: Πιερία) er en af de regionale enheder i Grækenland i den sydlige del af periferien Centralmakedonien, i den historiske provins Makedonien. Dens hovedstad er byen Katerini. Navnet Pieria stammer fra den gamle Pieres-stamme. I Pieria er der mange steder af arkæologisk interesse, såsom Dion, Pydna, Leivithra og Platamonas. Ved Pieria ligger bjerget Pierus, hvorfra Hermes flyver for at besøge Calypso, og er hjemsted for Orpheus, Muserne, og Pierians kilde. Mount Olympus, det højeste bjerg i Grækenland og tronen for de gamle græske guder, ligger i den sydlige del af Pieria. Andre gamle byer er Leibethra og Pimpleia.

## Geografi
Den regionale enhed Pieria grænser op til Imathia mod nord, Kozani mod vest og mod syd og vest af den regionale enheder i regionen Thessalien, Larissa. Pierianbjergene ligger mod vest; den termiske bugt ligger mod øst. Det har også en dal ved GR-13. Størstedelen af befolkningen bor inden for den olympiske riviera. Det laveste punkt er Thermiac Gulf og det højeste punkt er Mount Olympus.
Området kombinerer omfattende sletter, høje bjerge og sandstrande. Regionens skønhed giver det et stort potentiale for yderligere turistudvikling.

## Administration
Den regionale enhed Pieria er opdelt i 3 kommuner. Disse er (nummer som på kortet i infoboksen):
- Pydna-Kolindros (3)
- Katerini (1)
- Dion-Olympos (2)